# La Jarrie-Audouin
La Jarrie-Audouin é uma comuna francesa na região administrativa da Nova Aquitânia, no departamento de Charente-Maritime. Estende-se por uma área de 8,41 km². Em 2010 a comuna tinha 274 habitantes (densidade: 32,6 hab./km²).